# 羊耽
羊耽（？—？），泰山郡東平陽縣（今山東省新泰市）人，曹魏官員，曾任泰山太守，官至太常。他是東漢羊續的幼子，也是曹魏衛尉辛毗女兒辛憲英的丈夫。

## 家庭

### 父親
- 羊續：東漢南陽太守，有「懸魚太守」之稱

### 岳丈
- 辛毗：字佐治，曹魏衛尉

### 舅亲
- 辛敞：字泰雍，繼嗣都鄉侯，官至衛尉

### 兄弟
- 羊秘：羊續長子，曹魏京兆太守
- 羊衜：羊續中子，曹魏上黨太守，前妻孔融之女，後妻蔡邕之女

### 夫人
- 辛憲英，曹魏衛尉辛毗之女

### 子女
- 羊瑾：西晉尚書右僕射
- 羊琇：字稚舒，西晉散騎常侍
- 羊氏：淮南太守夏侯莊妻，外曾孫為晉元帝

### 从子女
- 羊祉：羊耽兄长羊秘之长子，魏郡太守。
- 羊繇：羊秘少子，车骑掾。
- 羊承：羊衜和夫人蔡氏长子，早夭。
- 羊徽瑜：羊衜和蔡氏之女，司马师继室，追谥“景献皇后”。
- 羊祜：羊衜和蔡氏少子，西晋太傅、名将。

### 孙 / 外孙
- 羊玄之：羊瑾之子，西晋尚书右仆射，加侍中，封兴晋公。死后追赠车骑将军、开府仪同三司。
- 夏侯湛：女婿夏侯庄之子，西晋散骑常侍，著名文学家，美男子。
- 夏侯光姬：女婿夏侯庄之女，晋元帝司马睿生母。
- 夏侯氏，女婿夏侯庄之女，王導叔父王正的妻子，書法家王羲之的祖母，安僖皇后王神愛的高祖母。

### 曾孙
- 羊献容：即献文皇后，羊玄之之女，晋惠帝司马衷第二任皇后，也是前赵末帝刘曜的皇后，生皇太子刘熙。